# Super Guppy
Super Guppy je posebni cargo zrakoplov s proširenim trupom koji se koristio za prijevoz dijelova zrakoplova. Izrađeno je pet zrakoplova u dvije inačice. Razvoj prvog zrakoplova počeo je 1962. godine za potrebe NASA-inog svemirskog programa. Prvi let bio je 31. kolovoza 1965. Predviđen je za prijevoz vrlo velikog, ali relativno lakog tereta.

## Super Guppy
Prvi zrakoplov je izgrađen na trupu C-97J Turbo Stratocruiser, vojnoj inačici Boeinga 377. Trup je produžen za 43 m i proširen tako da mu je unutrašnji dijametar bio 7,6 m. Cargo prostor produžen je na 28,8 m, jedino je pod ostao iste širine (2,7 m). Preinačena su krila, repne površine i ugrađeni jači turboelisni motori. Mogao je prevesti 18.000 kg tereta. Izrađen je samo jedan Super Guppy koji je letjeo za NASA-u do 1991. godine.

## Super Guppy Turbine (SGT)
Druga inačica dobila je jače turboelisne motore, pilotska kabina je stavljena pod pritisak pa je avion mogao letjeti na većoj visini. Dužina cargo prostora produžena je na 33,8 m. Podni dio cargo odjeljka proširen je na 4 m. S navedenim promjenama avion je mogao ponijeti 24.700 kg tereta. Glavno podvozje nije mijenjano dok je prednja nosna noga „uzeta“ s Boeinga 707 i okrenuta za 180 stupnjeva s čime se je prednjem dijelu smanjila visina, što je pojednostavilo utovar i istovar tereta. Cijeli nosni dio aviona se otvara za 110°, s čime se omogućava i olakšava utovar i istovar velikih tereta. Izrađeno je četiri SGT aviona. Sustav za odbravljivanje i zabravljivanje nosnog dijela i njegovo zakretanje ne prekida vezu s komandama aviona.
U ranim sedamdesetim prošlog stoljeća četiri Super Guppies-A koristila je Airbus industrija za prijevoz dijelova u Toulouse gdje su se avioni sklapali. Samo je jedan Super Guppy ostao u upotrebi za NASA-u dok su preostala četiri prizemljena i konzervirana.

## Vanjske poveznice
- NASA Super Guppy - jsc-aircraft-ops.jsc.nasa.gov   Arhivirana inačica izvorne stranice od 15. veljače 2013. (Wayback Machine)
- Super Guppy - spaceflight.nasa.gov   Arhivirana inačica izvorne stranice od 5. listopada 2009. (Wayback Machine)
- Boeing B-377 - boeing.com
- allaboutguppys.com

## Tehničke karakteristike
Osnovne karakteristike
- posada: 4
- dužina: 43,84 m
- raspon krila: 47,625 m
- visina: 14,148 m

Letne karakteristike
- ekonomska brzina: 466,7 km/h
- dolet: 3.218 km
- motor: 4× Allison 501-D22C turboprop mtora